# Karl Rahm (SS-Obersturmführer)

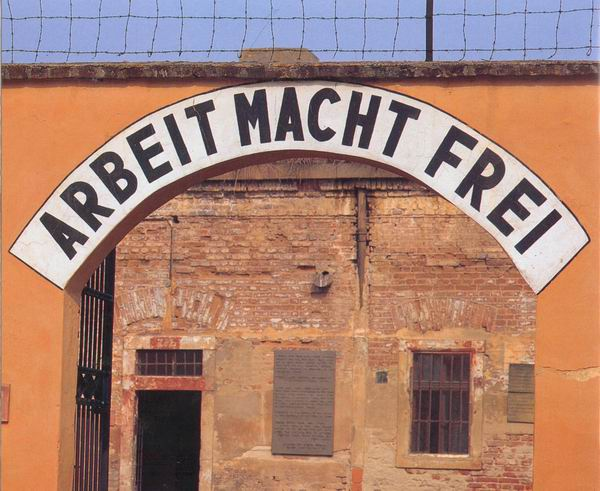
Devisen ”Arbeit macht frei” ovanför ingången till Lilla fästningen i Theresienstadt.

Karl Rahm, född 2 april 1907 i Klosterneuburg, död 30 april 1947 i Litoměřice, var en österrikisk SS-Obersturmführer och kommendant för koncentrationslägret Theresienstadt.

## Biografi
Rahm arbetade som verktygsmakare, innan han 1934 blev medlem av Nationalsocialistiska tyska arbetarepartiet (NSDAP) och Schutzstaffel (SS). Efter Anschluss, Tysklands annektering av Österrike i mars 1938, tjänstgjorde han under Ernst Kaltenbrunner i SS-Oberabschnitt Donau. I början av andra världskriget var han verksam vid Zentralstelle für jüdische Auswanderung i Wien, där hans överordnade var Adolf Eichmann och senare vid motsvarande myndighet i Prag under Hans Günther.
I februari 1944 utsågs Rahm till kommendant för koncentrationslägret Theresienstadt i Terezín i norra Böhmen. Han fick i uppdrag att leda försköningsarbetena inför Internationella Röda Korsets besök i juni samma år. Under Rahms ledning producerades en propagandafilm med titeln Theresienstadt. Ein Dokumentarfilm aus dem jüdischen Siedlungsgebiet med syfte att visa på de ordnade förhållandena i lägret. Under Rahms tid som kommendant ökade deportationerna till Auschwitz-Birkenau. Enligt vittnesmål slog Rahm själv fångar.
Rahm flydde från lägret den 5 maj 1945, men greps inom kort av amerikanska soldater. Han utlämnades till tjeckoslovakiska myndigheter och ställdes inför rätta för krigsförbrytelser och brott mot mänskligheten. Rahm försvarade sig bland annat med att byggandet av gaskammare hade förhalats under hans styre; en gaskammare inrättades i lägret i februari 1945 men användes aldrig. Rahm dömdes till döden av en domstol i Litoměřice och avrättades genom hängning den 30 april 1947.